# Paralastor submersus
Paralastor submersus är en stekelart som beskrevs av Turner 1919. Paralastor submersus ingår i släktet Paralastor och familjen Eumenidae. Inga underarter finns listade i Catalogue of Life.